# Carangas (Ponga)
Carangas (oficialmente en asturiano Carangres) es una parroquia española del concejo de Ponga, perteneciente a la comunidad autónoma de Asturias.

## Historia
Hacia mediados del siglo XIX, la parroquia, ya por entonces perteneciente a Ponga, tenía contabilizada una población de 120 habitantes. Aparece descrita en el quinto volumen del Diccionario geográfico-estadístico-histórico de España y sus posesiones de Ultramar de Pascual Madoz con las siguientes palabras:

CARANGAS (San Esteban de): felig. en la prov. y dióc. de Oviedo (12 leg.), part. jud. de Cangas de Onis 4), ayunt. de Ponga (1): sit. á la der. del r. Sella en terreno montuoso, con libre ventilacion y clima sano. Tiene 30 casas, y una igl. parr. dedicada á San Esteban, servida por un cura llamado vicario, cuyo destino es de ingreso y patronato real. Tambien hay una ermita propia del vecindario, la cual nada ofrece que llame la atencion. Confina el térm. con los de Cazo, Toranes y Argolivio. El terreno, aunque desigual y fragoso, es bastante fértil y abunda en aguas que utilizan los hab. para beber y otros objetos. Los caminos son locales y en mal estado. prod.: cereales, mucha castaña, avellanas, maderas para construccion y leña para combustible, legumbres, hortaliza y pastos, con los que se mantiene ganado vacuno, de cerda, lanar y cabrio; hay caza mayor y menor, bastantes animales dañinos, y pesca de anguilas, truchas y otros peces en el Sella. pobl.: 30 vec., 120 alm. contr. con su ayunt. (V.)
(Madoz, 1846, p. 514)

En 2023, tenía empadronados once habitantes.